# Moontan
Moontan is het negende studioalbum van de Nederlandse rockgroep Golden Earring. Het album werd uitgebracht in september 1973.

## Geschiedenis
Moontan is internationaal gezien het succesvolste album van Golden Earring. In de Verenigde Staten kreeg de band voor het album een gouden plaat uitgereikt voor een verkoop ter waarde van 1 miljoen dollar. In Nederland en Canada werd het album ook goud. In Nederlands stond het elf weken genoteerd in de Album top 10 met één week op plaats 1
De aanloop naar dit succes had ten dele te maken met de tournee die Golden Earring maakte in het voorprogramma van The Who. Deze ervaring werkt muzikale volwassenwording en professionalisme in de hand. Het verschil met de voorgaande albums – Golden Earring (ook bekend als Walls of Dolls) uit 1970, Seven Tears (1971) en Together (1972) – is goed hoorbaar. Het succesnummer van Moontan is de wereldwijde hit Radar Love. De tweede Amerikaanse single van de elpee is het openingsnummer Candy's Going Bad. Ook Vanilla Queen groeide uit tot een van de populairste nummers van de band onder de fans.
Bassist Rinus Gerritsen nam het album mee op een tournee rond dit album dat aanving in september 2023. In de theaters werden ook de andere leden, exclusief de zieke Kooymans maar inclusief platenbaas Willem van Kooten en arrangeur Job Maarse, gepresenteerd via videoschermen. Gerritsen vulde het spelen van nummers aan met een praatje. Hij zei daarin dat hij bij elk feitje wel weer dacht aan een nieuw verhaal.
Hij vertelde onder meer dat de basis voor het album werd gelegd in een bijgebouw van de Soundpush Studio in Blaricum, alwaar Kooymans om de hoek woonde. Definitieve opnamen vonden plaats in de Phonogram Studio aan de Honingstraat te Hilversum. Het album zou daarbij “live” opgenomen zijn; de studio was alleen uitgerust met achtsporenapparatuur; het moest dus direct ingespeeld worden. Het nam volgens Gerritsen niet meer dan een week in beslag. Aanvullende opnamen vonden nog plaats in de IBC-Studio in Londen (24 sporen), maar Gerritsen herinnerde zich dat er niet veel meer aan het geluid werd gesleuteld. Paay werd als studiozangeres ingehuurd zonder dat Golden Earring wist wie er zou komen en ook niet wie ze was. De platenhoes kwam eigenlijk op dezelfde manier tot stand. Er werd een model gevraagd voor een foto zonder erbij te vermelden dat ze daarbij vrijwel naakt moest zijn. Ronnie Hertz, toen actief binnen de platenhoezen, legde haar vast. Voor de Amerikaanse persing moest een andere hoes gekozen worden. De originele hoes verklaart de titel van het album, een samentrekking van Moon (Maan) en Tan (bruin worden; hier dus vaalgrijs).

## Belang
In mei 2011 gaf PostNL een postzegel uit in de reeks Nederlandse popalbums met een afbeelding van de cover van dit album. In april 2018 kozen de lezers van het Nederlandse maandblad Lust for Life dit album als het 'beste album van de Lage Landen'.

## Muzikanten

### Band
- Rinus Gerritsen - basgitaar, keyboard
- Barry Hay - dwarsfluit, zang
- George Kooymans - gitaar, zang
- Cesar Zuiderwijk – drums

### Gastmusici
- Patricia Paay - zang
- Bertus Borgers - saxofoon
- Eelco Gelling - gitaar

## Muziek

### Europese versie
1. Candy's Going Bad (6.12)
2. Are You Receiving Me (9.31)
3. Suzy Lunacy (Mental Rock) (4.24)
4. Radar Love (6.23)
5. Just Like Vince Taylor (4.33)
6. The Vanilla Queen (9.16)

### Amerikaanse versie
1. Radar Love (6.25)
2. Candy's Going Bad (6.13)
3. Vanilla Queen (9.21)
4. Big Tree, Blue Sea (8.15)
5. Are You Receiving Me (9.31)

## Trivia
- Tijdens de US Moontan Promotion Tour van de band in 1973 en 1974 trad de toen nog minder bekende Amerikaanse band Kiss op in het voorprogramma van Golden Earring.